# Rosa Panterns hämnd
Rosa Panterns hämnd (engelska: Revenge of the Pink Panther) är den sjätte filmen i Rosa pantern-serien. I huvudrollen syns Peter Sellers. Filmen regisserades och producerades av Blake Edwards och hade premiär 1978 (den 15 juli i Storbritannien, och den 19 juli i USA).  